# Baron Strucker
Le Baron Wolfgang von Strucker est un personnage de fiction, super-vilain appartenant à l'univers Marvel de la maison d'édition Marvel Comics. Créé par le scénariste Stan Lee et le dessinateur Jack Kirby, il apparaît pour la première fois dans le comic book Sgt. Fury and his Howling Commandos #5 de janvier 1964.

## Biographie du personnage

### Origines
Né à la fin du XIXe siècle dans une famille d’aristocrates prussiens, Wolfgang Von Strucker était un jeune champion d’escrime quand il partit se battre sur le front, vers 1915. C’est là qu’il fut défiguré par des blessures. Pendant le conflit, il entendit parler pour la première fois du joyau Momentary Princess, qui apparaissait et disparaissait régulièrement, et il n’eut alors de cesse de le trouver. Il passa l’entre-deux-guerres à essayer de le localiser.
Quand Adolf Hitler commença son ascension vers le pouvoir en 1933, Strucker rejoignit le Parti Nazi. En 1936, Geist et lui furent envoyés en mission en Égypte, où ils retrouvèrent Amahl Farouk (le Roi d'ombre). Ils devaient piéger la monarchie anglaise et la destituer, mais leur plan fut déjoué par Wolverine et Excalibur, qui voyageaient alors dans le passé.
Puis, en 1937, il fut envoyé aux États-Unis pour assassiner un sénateur mais en fut empêché par l’aventurier  Dominic Fortune.

### Le baron nazi et la naissance de l’HYDRA
Au début de la Seconde Guerre mondiale, Strucker fut nommé commandant de l’Escadron Tête de Mort par Hitler. Il partit à Madripoor pour aider la secte de La Main à enlever la jeune espionne russe Natasha Romanoff et à faire d’elle un assassin d’élite. Ce plan fut une nouvelle fois contré par Wolverine, aidé de Captain America. Juste après, il s’envola pour la Latvérie dans le but de voler un artefact pour contrôler l’énergie cosmique. Mais il en fut empêché par X-Force, voyageant eux aussi dans le temps.
Quand les États-Unis entrèrent en guerre, les Commandos Hurlants devinrent le principal ennemi du nazi. Un jour, Strucker défia Nick Fury en combat singulier sur l’île de Norsehaven. Droguant le militaire, il parvint à le vaincre, l’humilia et utilisa l’événement, filmé, au service de la propagande nazie. Quand Fury retrouva Strucker, quelques semaines plus tard, il se vengea et humilia publiquement son adversaire à son tour.
Strucker assembla alors le Blitzkrieg Squad, pour rivaliser avec les Commandos, mais ces derniers sortirent vainqueurs de chaque rencontre. Les Envahisseurs les stoppèrent dans leur plan d’assassinat visant Churchill et Montgomery.
Au milieu de la guerre, Crâne Rouge devint le bras droit du Führer. Strucker fut contraint de quitter l’Allemagne et partit s’installer au Japon, où la guerre faisait encore rage. Il y infiltra une organisation criminelle, dont il manipula les leaders pour créer sa propre armée, basée sur la culture nazie, nommée HYDRA. Ayant très vite usurpé la place de chef suprême, il coupa les liens qu’il entretenait avec La Main, de peur que cette dernière ne subjugue ses hommes. Il installa sa première base sur une île du Pacifique. Là, ses scientifiques développèrent un sous-marin invisible pour attaquer les Alliés. Mais ces derniers découvrirent son repaire et il fut contraint de le faire exploser et de retourner en Allemagne.
Pour retrouver sa place auprès de Hitler, Strucker reprit le combat contre les américains, tout en continuant discrètement ses opérations avec HYDRA. Toutefois, ses projets furent à nouveau stoppés par les Envahisseurs.
En 1944, Strucker rencontra une race d’extra-terrestres pacifiques, les Gnobiens. Il les manipula et exécuta la population de Gruenstadt pour se cacher. Les Commandos Hurlants attaquèrent les Nazis et le Baron fut mortellement blessé. Les Gnobiens le guérirent mais devinrent fous en absorbant sa haine. Strucker s’échappa avec une partie de la technologie alien, ce qui lui permit de mettre sur pied le projet de création d’un surhomme nazi : Master Man, puis Warrior Woman, et la fabrication d’un gaz aidant l’animation suspendue (offert à Crâne Rouge, ce qui le sauva lors de l’écroulement de son bunker).

### L’évolution de l’HYDRA
Il fit aussi travailler ses chercheurs sur un sérum de longévité. Ayant besoin de fonds pour l’HYDRA, il captura Gabrielle Haller pour lui faire avouer l’emplacement d’un trésor, mais la jeune israélienne fut secourue par Charles Xavier et Erik Magnus, le futur Magnéto, qui vola l’or.
Dans les années qui suivirent, Wolfgang se maria et eut des enfants : Werner, et les jumeaux mutants Andrea et Andreas. Il rebâtit l’île de l’Hydre, et entama une longue guerre secrète contre la nouvelle organisation de Fury, le SHIELD. C’est à ce moment que la branche scientifique de l’HYDRA se scinda en deux groupes : l’A.I.M et l’Empire Secret.

### La mort du Baron
Strucker continua de dissimuler son identité, se faisant passer pour Don Antonio Caballeron, l’émir Ali Bey ou l’agent du SHIELD John Bronson. Il révéla finalement qui il était juste avant de lancer son projet Death Spore, une bombe biochimique. C’est alors que Nick Fury le piégea sur l’île. Strucker se réfugia dans une chambre nucléaire et fut incinéré.

### Le LMD
Des années plus tard, le roboticien Machinesmith fabriqua un androïde à l’image de Strucker, assez ressemblant pour tromper ses anciens ennemis. D’autres LMD (Life Model Decoy) furent activés, et l’un d’entre eux pensa même être le vrai Strucker, jusqu’à sa destruction dans un combat contre Captain America. Les LMD firent des dégâts et mirent à mal le contre-espionnage, au point que Fury dut dissoudre le SHIELD.

### Résurrection
Privée de Strucker et face au SHIELD tout juste reformé, l’HYDRA perdit de sa puissance et Crâne Rouge se résolut à faire revivre Strucker, grâce au Death Spore. De retour, le Baron purgea l’HYDRA de ses membres les plus faibles et lança une attaque terroriste contre le SHIELD Central, tuant près de 1 500 jeunes recrues.
Toujours à l’insu de tous, il développa aussi de nouveaux projets scientifiques, comme Sathan, Guillotine et Lt. Romulus.
Il acheta une chaîne de télévision contrôlée par Wilson Fisk, qu’il manipula jusqu’à détruire son empire financier. Il renoua aussi avec La Main, et tua son propre fils Werner, le jugeant indigne en tant que successeur.
Les mois passèrent, et Fury découvrit bientôt que Strucker était revenu. Il le retrouva dans sa base en Islande, où le nazi exécuta Kate Neville, l’amante de Fury. Dans le combat qui suivit, Strucker eut la main tranchée et tomba d’une falaise, laissé pour mort. Mais il survécut et reprit sa déstabilisation politique souterraine, coopérant même pendant un temps avec le Baron Zemo.
Il se remaria avec une certaine Elsbeth, qui le quitta pour Gorgone, assassin de La Main, avant de trouver la mort, sacrifié pour le compte de l'Hydra, laissant ainsi sa place à Gorgone.

### L'Invasion Secrète
L'invasion orchestrée par les Skrulls affecta aussi l’HYDRA. Vers la fin du conflit, Strucker élimina quelques Skrulls déguisés en haut-gradés de l’organisation, puis fit sauter la base sous-marine Ichor, noyant près de 15 000 agents.

## Pouvoirs et capacités
- Strucker est un officier militaire hautement entraîné. C’est un bon combattant, qui utilise des armes à feu ou des armes blanches.
- Grâce à des sérums chimiques, il a pu conserver une bonne vigueur physique.
- Un virus nommé Death Spore a été lié à son ADN. Si Strucker est tué, le virus s’échappe de son corps et tue toute personne à proximité.
- On l’a déjà vu utiliser des armes hi-tech comme des gantelets électrifiés ou des exosquelettes légers augmentant la force du porteur.
- Il possède de solides connaissances en espionnage et en stratégie militaire.

## Apparitions dans d’autres médias
Sauf indication contraire, les informations mentionnées dans cette section peuvent être confirmées par la base de données cinématographiques IMDb,  présente dans la section « Liens externes ».

### Films
Interprété par Thomas Kretschmann dans l'Univers cinématographique Marvel
- 2014 : Captain America : Le Soldat de l'hiver réalisé par les frères Anthony et Joe Russo (scène post-générique)
- 2015 : Avengers : L'Ère d'Ultron réalisé par Joss Whedon.

### Télévision
- 2010 : Avengers : L'Équipe des super-héros (série d'animation)

Interprété par Joey Defore
- 2018 : Marvel : Les Agents du SHIELD (saison 5, 1 épisode)

Interprété par Campbell Lane
- 1998 : Nick Fury: Agent of S.H.I.E.L.D. réalisé par Rod Hardy

### Jeux vidéo
- 2011 : Captain America : Super Soldat